# Хищнические журналы
Хи́щнические, или му́сорные журналы — публикующиеся в режиме открытого доступа периодические издания, претендующие на статус научных журналов, но фактически являющиеся ключевым элементом недобросовестной модели научной издательской деятельности, которая предполагает взимание платы с авторов рукописей без предоставления полноценных редакторских или издательских услуг (включая полноценную систему рецензирования), принятых в настоящих научных журналах (открытого и ограниченного доступа).

## История
В июле 2008 года ряд интервью Ричарда Пойндера привлёк внимание к практике новых издателей, которые «лучше сумели использовать возможности новой среды». Сомнения в честности и понимание мошеннической природы в ряде журналов с открытым доступом продолжали нарастать в 2009 году. Беспокойство относительно массовой рассылки «чёрных овец» среди журналов и издателей открытого доступа стало отправной точкой для учреждения Ассоциации научных издательств открытого доступа. В том же году шуточный научный журнал «Анналы невероятных исследований» первым обнаружил, что в журналах научного издательства Scientific Research Publishing повторно печатают статьи, которые уже были опубликованы в другом месте. Затем о подобном сообщила Кэтрин Сандерсон в журнале Nature. В 2010 году выпускник Корннеллского университета и редактор блога на Scholarly Kitchen Фил Дэвис представил на всеобщее обозрение рукопись статьи, написанной им при помощи SCIgen и представляющей собой набор нелепостей, которая была принята за отдельную плату, но затем отозвана автором. Элисон Маккук в Retraction Watch и Меган Молтени в Wired отмечали, что хищнические издатели удерживают у себя присланные рукописи статей, отказывая авторам в снятии с публикации, чем препятствуют их представлению в другой журнал.
В августе 2016 года Федеральная торговая комиссия США предъявила иск к издательствам OMICS Publishing Group, iMedPub и Conference Series, а также индийцу Шринубабу Геделу, который являлся президентом этих компаний. Истец утверждал, что ответчик и его компании «обманывали учёных и исследователей относительно сущности своих изданий и скрывали взимание платы за публикацию, которая колебалась от сотен до тысяч долларов». Кроме того, ведомство приняло меры, чтобы ослабить деятельность хищнических издательств. Адвокаты OMICS Publishing Group опубликовали на своём сайте ответ, в котором заявили, что «ваши, ФТК, утверждения необоснованны. Далее, мы понимаем, что ФТК работает в пользу некоторых издателей журналов, издающихся по подписке, которые зарабатывают [sic] миллиарды долларов на научной литературе» и делали на основании всего этого вывод, что за такими журналами стоят крупные издательские корпорации.

### Список Джеффри Билла

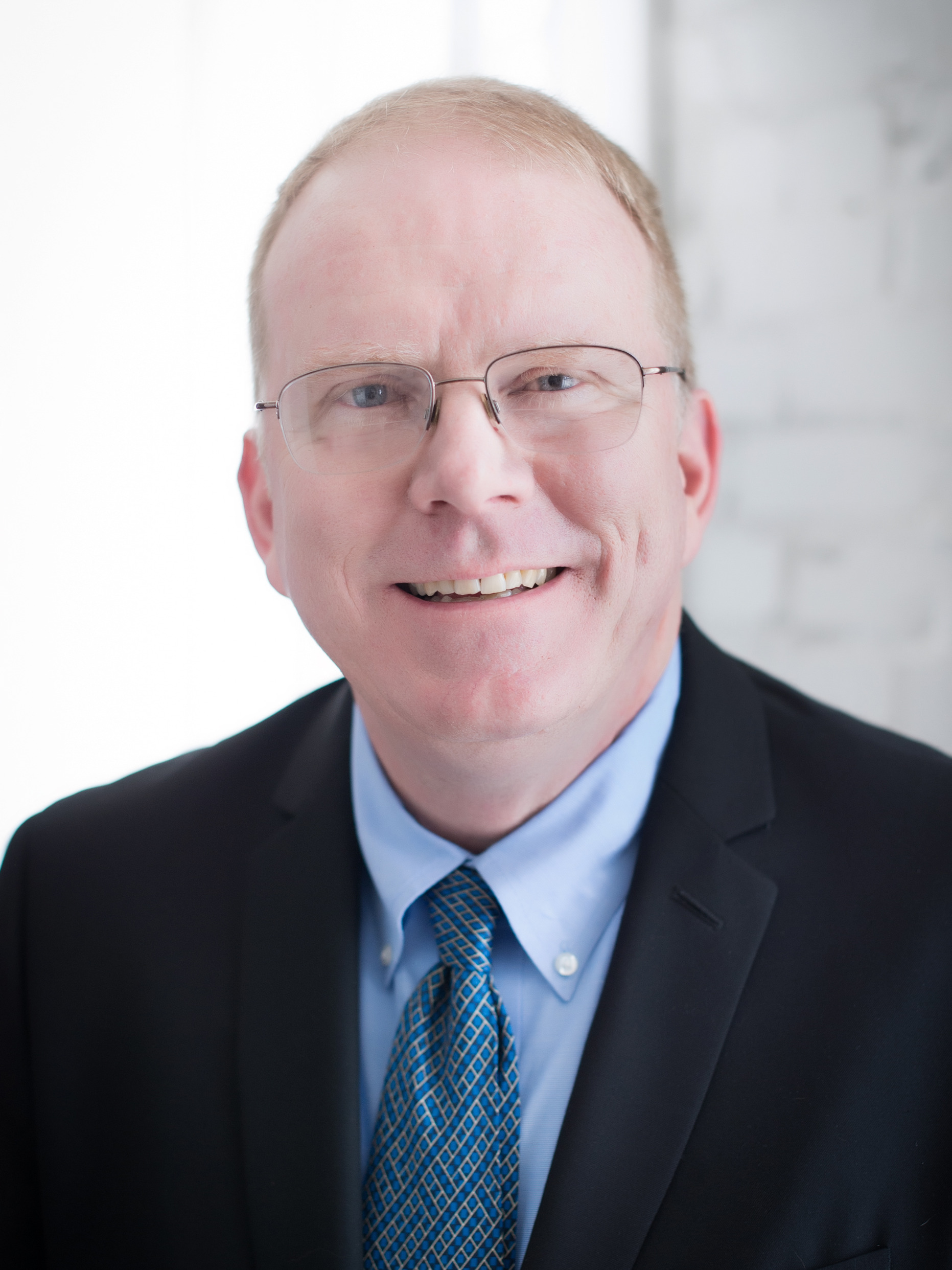
Джеффри Билл

Американский библиотекарь и библиотековед, адъюнкт-профессор в библиотеке Аурария при Университете штата Колорадо в Денвере Джеффри Билл предложил понятие «хищнический журнал», а в 2010 году впервые начал составлять свой знаменитый список таких изданий. К этому его побудило большое количество электронных писем, в которых предлагалось опубликовать статьи или же стать членом редакционных коллегий ранее неизвестных журналов.
В августе 2012 года он опубликовал свои критерии оценки издателей, а в декабре сделал их обновление. В феврале 2013 года им был добавлен раздел, где попавшие в список издательства могли обжаловать это. В целом данной тематике он посвятил ряд статей в таких научных изданиях, как Nature, The Charleston Advisor и Learned Publishing.
15 января 2017 года всё содержимое Scholarly Open Access — сайта, на котором Билл размещал свой список, — было полностью удалено вместе с личной страницей Билла на веб-сайте университета.

### Эксперимент Боаннона
Штатный сотрудник научного журнала Science Джон Боаннон с целью проверки качества рецензирования в различных журналах открытого доступа написал и разослал статью-розыгрыш о лишайнике, который якобы имел способность выступать в качестве ингибитора роста опухолевых клеток, внешне похожую на серьёзную научную статью, но в действительности таковой не являющуюся. В итоге из 304 журналов 157 (более 50 %), включая Journal of Natural Pharmaceuticals, одобрили статью и выразили согласие принять её в печать, примерно 80 из них не стали проводить никакой проверки, и лишь 98 журналов (40 %), включая такой уважаемый научный журнал, как PLOS ONE, решительно отклонили. Подавляющее число (82 %) журналов, принявших статью, оказались из списка Джеффри Билла. Также было выяснено, что примерно треть проверенных изданий расположена в Индии, из них 64 приняли поддельную статью и лишь 15 в публикации отказали. Кроме того, Боаннон узнал, что редакции таких журналов, как American Journal of Medical and Dental Science и European Journal of Chemistry, несмотря на своё название, согласно их IP-адресам, располагаются в Пакистане и Турции.
Причиной, побудившей Боаннона (среди прочего известного в научном мире как автора конкурса «Станцуй свою диссертацию») заняться проверкой, стал случай, произошедший в июле 2012 года с нигерийским биологом Алине Нутчей, которая сделала попытку отправить свою статью в один из журналов, полагая, что публикация будет бесплатной. Однако в пришедшем ответе было заявлено, что нужно внести оплату в размере около 90 долларов. Боаннон, заинтересовавшись произошедшим, попробовал выйти на связь с компанией-издателем Scientific & Academic Publishing (SAP), однако продолжительное время ответного письма не было. Кроме того, он узнал, что по указанному адресу офиса данной компании, якобы расположенной в Лос-Анджелесе, в действительности находится перекрёсток двух автомагистралей. Наконец, в один из дней в 3 часа ночи к нему на электронную почту пришло письмо, написанное на ломаном английском языке, где сообщалось, что Scientific & Academic Publishing является американским издательством из Калифорнии. Именно после этого Боаннон отобрал 2054 журнала, выпускаемых 438 издателями из каталога «Указателя журналов открытого доступа» и из списка Джеффри Билла, и повторил опыт Нутчи. Имя автора было случайным образом сгенерировано компьютерной программой из списка африканских имён и фамилий, а в качестве места работы фантомного учёного был указан несуществующий институт, название которого, как и в первом случае, было выбрано случайным образом из названий столиц африканских государств. Более того, для того, чтобы не выдать неафриканское происхождение автора статьи слишком хорошим знанием английского языка, Боаннон пропустил готовый текст через автоматический переводчик, сначала переведя с английского на французский, а потом обратно на английский.
Эксперимент Боаннона критиковался из-за того, что сам по себе не был подвергнут рецензированию, а также из-за отсутствия контрольной группы и за некоторые недочёты в методологии.

### Эксперимент «доктора Жулика»
В 2015 году четверо польских учёных — глава Института психологии Вроцлавского университета Пётр Сороковский, руководитель научно-исследовательской группы Института философии Университета имени Адама Мицкевича в Познани Эмануэль Кульчицкий, сотрудник Института психологии Вроцлавского университета и сотрудник клиники Smell & Taste кафедры оториноларингологии Дрезденского технического университета Агнешка Сороковская и научный сотрудник Школы психологии университета Сассекса и Института психологии Вроцлавского университета Катаржина Писанки создали вымышленного научного сотрудника, назвав его Анна О. Шуст (пол. Oszust — жулик), и от её имени подали заявку на должность редактора в 360 научных журналов. Квалификационные данные Шуст были очень туманными; она ни разу не публиковала ни одной статьи, как и не имела редакционного опыта. Все монографии и главы в монографиях, указанные в её резюме, были такими же вымышленными, как и выпустившие их издательства. Треть журналов, в которые обращалась Шуст, были из списка Джеффри Билла. Сорок таких журналов согласились принять Шуст на желаемую вакансию без какой-либо предварительной проверки, и часто ответ приходил в течение нескольких дней или даже часов. Восемь из ста двадцати журналов из «Указателя журналов открытого доступа» одобрили кандидатуру Шуст. Впоследствии некоторые из уличённых журналов были изъяты. В то же самое время ни один из журналов, индексируемых Journal Citation Reports, не одобрил заявку Шуст на вакантную должность.

## Признаки
Признаками, позволяющими определить хищническое издание или издательство, являются:
- быстрое принятие к публикации статей (включая откровенно лженаучные и нелепые) с незначительным рецензированием или контролем качества или вообще без него (автор присылает рецензию вместе со статьёй)[1][2][10][26][27][28];
- уведомление авторов рукописи о необходимости внесения платы после объявления о принятии публикации[1][2][3][26];
- широкий круг научных дисциплин, по которым можно писать[2];
- несоответствие публикуемых материалов титульной тематике издания[1];
- жёсткое установление ограничения на объём одной статьи[1];
- постоянное изменение объёма выпуска журнала за счёт неоднократного увеличения содержания отдельного номера (количество статей может достигать 50) или издания дополнительных томов[1];
- постоянная публикация статей, имеющих признаки плагиата или самоплагиата[1];
- публикация материалов заочных конференций[2];
- изложение издательской политики рекламным и малограмотным языком[2][3];
- настойчивая рассылка электронных писем с предложением опубликоваться в журнале или войти в состав его редакционной коллегии[16];
- включение в редакционную коллегию учёных без их предварительного согласия и отказ исключить уже имеющихся по их просьбе[29][30][31][32];
- включение в состав редакционной коллегии вымышленных учёных[33];
- попытка в названии и внешне быть похожим на известные научные издания или веб-сайты[32];
- обман с фактической территориальной расположенностью издания или издательства[3][30][34];
- незаконное использование ISSN[30];
- ложный или отсутствующий импакт-фактор[35][36].

## Статистика
В период с 2010 по 2014 год хищнические издания увеличили объёмы публикационной деятельности с 53 тысяч до 420 тысяч статей, вошедших в восемь тысяч таких изданий.

## В России
Авторы «вольного сетевого сообщества „Диссернет“» выделяют три типа таких изданий:
- «хищные» (всеядные) — издания, публикующие низкокачественные статьи по правилу «ничего личного, просто бизнес»;
- «мусорные» — издания (как правило различные «вузовские вестники») со слабой редакционной коллегией;
- «диссеродельные» — издания, созданные для обслуживания фабрик диссертаций.

В России благодаря публикации написанной с помощью SCIgen и машинного перевода квазинаучной статьи «Корчеватель: Алгоритм типичной унификации точек доступа и избыточности» аспиранта М. С. Жукова, научного сотрудника вымышленного Института информационных проблем РАН, в октябре 2008 года широкую известность в качестве хищнического журнала приобрёл «Журнал научных публикаций аспирантов и докторантов», который к этому времени входил в список журналов, рекомендованных Высшей аттестационной комиссией России. М. С. Гельфанд, являвшийся одним из авторов этой статьи, в интервью «Российской газете» указал, что издание вошло в этот список, поскольку подходило «под все формальные критерии: есть и бумажная, и электронные версии, редакционный совет, рецензирование, главный редактор», особо отмечая, что в составе редакционного совета оказались «вполне уважаемые люди, например профессора Высшей школы экономики», хотя впоследствии выяснилось, что они пришли в недоумение, поскольку «им позвонили, предложили участвовать, они согласились», а затем «больше ничего про этот журнал не слышали». Тогда же в связи с разразившимся в научном сообществе скандалом Высшая аттестационная комиссия России исключила журнал из своего списка. В апреле 2017 года Российский индекс научного цитирования, долгое время критиковавшийся научным сообществом за индексирование откровенно мусорных журналов, в свою очередь исключил данное издание (в числе 300 подобных) из своего списка.
В 2012 году Высшая школа экономики подготовила собственный «чёрный список журналов», который использовался университетом для внутренних нужд, когда принимались решения о назначении сотрудникам размера премий за статьи в научных журналах. Доктор филологических наук, старший научный сотрудник сектора анатолийских и кельтских языков Института языкознания РАН, преподаватель Центра компаративистики ИВКА РГГУ А. С. Касьян отмечал, что «список висел в открытом доступе, поднялся скандал и теперь этот список доступен только профессуре ВШЭ».
В августе 2015 года Национальный исследовательский Томский политехнический университет составил собственный список сомнительных изданий, в который вошло 11 российских и зарубежных научных журналов, публикации в которых не станут приниматься во внимание при установлении академических надбавок и как подтверждение публикационной активности своих сотрудников. Критериями отбора послужили следующие показатели:
- международные базы данных Scopus и Web of Science готовятся исключить издание из своих списков;
- журнал не индексировался в этих базах на протяжении последнего полугода;
- отсутствует рецензирование;
- статьи принимаются к публикации на платной основе спустя два месяца после подачи;
- у журнала имеется неограниченное число дополнительных и специальных выпусков;
- один автор может за раз опубликовать в текущем номере более 50 статей.

Доктор филологических наук, старший научный сотрудник сектора анатолийских и кельтских языков Института языкознания РАН, преподаватель Центра компаративистики ИВКА РГГУ А. С. Касьян, кандидат экономических наук, доцент кафедры «Мировая экономика и международный бизнес» Финансового университета при Правительстве Российской Федерации А. А. Абалкина и доктор юридических наук, профессор кафедры гражданского процесса юридического факультета МГУ имени М. В. Ломоносова и профессор кафедры судебной власти НИУ ВШЭ Д. Я. Малешин к хищническим журналам относят такие издания, как «Экономические науки» (ООО «Экономические науки», Москва), «Транспортное дело России» (Изд-во «Морские вести России»), «Вестник университета» (Государственный университет управления), «Вестник Адыгейского государственного университета», «Экономические и гуманитарные науки» (Приокский государственный университет), «Евразийский международный научно-аналитический журнал „Проблемы современной экономики“», «Аграрный вестник Верхневолжья» (Ивановская государственная сельскохозяйственная академия), «Terra Economicus» (Южный федеральный университет).
В конце 2016 года «Диссернет» (в лице А. С. Касьяна, Л. Г. Мелиховой и А. А. Ростовцева) представил проект под названием «Диссеропедия российских журналов», работа над которым заняла почти год, и в общей сложности было проверено 30 тысяч статей из журналов из списка Высшей аттестационной комиссии, что позволило обнаружить 1400 случаев плагиата. К наиболее вопиющим случаям мусорных журналов были отнесены журналы «Экономические науки», «Вестник Московского университета МВД России», «Вестник Тамбовского университета. Серия Гуманитарные науки», «Учёные труды Российской академии адвокатуры и нотариата», «Публичное и частное право», «Человеческий капитал», «Образование и право» и «Вестник Курской государственной сельскохозяйственной академии». В 2018 году был опубликован доклад Диссернета «Российские научные журналы и публикационная этика», продемонстрировавший картину публикации статей с этическими нарушениями в российских журналах. В 2020 году на базе данных Диссернета был написан и опубликован доклад Комиссии РАН "О хищных журналах и переводном плагиате", демонстрирующий картину публикаций российских авторов и университетов в хищнических иностранных журналах.

## Оценки
В качестве мер борьбы с хищническими журналами одними было предложено сделать более прозрачное рецензирование, как открытое рецензирование и послепубликационное рецензирование. В то же время другие утверждали, что дискуссия о хищнических журналах не должна превращаться в «дебаты о недостатках рецензирования — что оно ничего не значит. Речь идёт о мошенничестве, обмане и безответственности…».
В попытке «отделить настоящие журналы и издателей от поддельных» принципы прозрачности и передовой практики были определены и выпущены совместно Комитетом по публикационной этике, «Указателем журналов открытого доступа», Ассоциацией научных издательств открытого доступа и Всемирной ассоциацией медицинских издателей.
Появились различные веб-сайты (запущенные общественностью или экспертами), которые сосредоточили своё внимание на процессе рецензирования и публикациях, не находящихся в открытом доступе. Ряд библиотек и издателей приступила к проведению информационной кампании.
Было предложено несколько мер для дальнейшей борьбы с хищническими журналами. Некоторые научно-исследовательские учреждения призывали улучшить литературную грамотность, особенно среди молодых исследователей в развивающихся странах.
Поскольку Джеффри Билл связывал возникновение хищнических журналов с «золотым открытым доступом» (англ. gold open access), включая его разновидность «платит автор» (англ. author-pay), то сотрудник Oxford Internet Institute Кристобаль Кобо предлагал ввести «платиновый открытый доступ», при котором отсутствие сборов за обработку статьи снимает конфликт интересов у издателя при приёме или отклонении поступивших рукописей.
Кроме того, предлагались более объективные дискриминационные метрики, такие как «оценка хищничества» и положительные/отрицательные показатели качества журналов.
Также предлагалось авторам рукописей сверяться со списками экспертных журналов, специализирующихся в определённой области, как, например, «Справочник журналов по уходу за больными» (англ. Directory of Nursing Journals), прошедший проверку Международной академией издателей в области сестринского дела и её сотрудниками. И устранять любые причины, побуждающие к совершению мошеннических действий.
Биоэтик Артур Каплан отмечал, что хищнические издания и издательства, поддельные данные и плагиат в науке подрывают доверие общества к профессии врача, обесценивают подлинную науку и снижают общественную поддержку при проведении политики с опорой на фактологические данные.
В 2015 году Рик Андерсон, помощник декана библиотеки Дж. Вилларда Марриотта Университета штата Юта, бросил вызов самому понятию: «что мы имеем в виду, когда говорим „хищный“? Этот вопрос стал насущным из-за того, что общий вопль слышен среди критиков Джеффри Билла: он рассматривает только один вид хищничества — вид, который естественно возникает применительно к авторскому вознаграждению открытого доступа». Андерсон предлагает, чтобы понятие «хищник» было изъято из области научных публикаций, поскольку «это премилое, захватывающее внимание слово, однако я не уверен, что оно годится для описания», ведь «оно производит больше жара, чем света».